# Equilibrium (banda)
Equilibrium es una banda alemana de folk metal formada en 2001 en Starnberg. La banda contiene diversos elementos de folk y black metal sinfónico, la combinación de instrumentos como las guitarras eléctricas, cuerdas y flautas, así como riffs que reflejan las melodías tradicionales alemanas. Han cosechado éxitos, especialmente con su segundo trabajo, Sagas.
Sus letras se basan en historias sobre Alemania y la mitología germánica en general. Todos los títulos y las letras de sus álbumes estaban escritos en alemán hasta la publicación de su álbum "Armageddon", en el que comienzan a publicar material en inglés.
El grupo hizo una gira con Commander y Sycronomica en 2005.
En 2006, firmó con Nuclear Blast.
El 27 de junio de 2008, Equilibrium lanzó Sagas, el cual fue recibido con buenas críticas.
El 15 de febrero de 2010, el grupo anunció que el cantante Helge Stang y el baterista Manuel DiCamillo abandonaban el grupo. Pero a lo largo del mes siguiente, se unieron al grupo el cantante Robse, quien es también cantante del grupo Vrankenvorde, y el baterista Hati, de nombre completo Tuval Refaeli, también baterista del grupo Viscera Trail. Con la banda completa de nuevo, se disponen a lanzar su nuevo álbum, ReKreatur, a través de su actual discográfica Nuclear Blast. El álbum fue lanzado a la venta el 18 de junio de 2010.
El 27 de junio de 2013, la banda anunció su primer EP titulado Waldschrein , que contiene este nuevo sencillo junto con su versión acústica, un remake de la canción Der Sturm y una vieja canción inédita titulada Zwergenhammer, así como su propia cover del tema principal del juego The Elder Scrolls V: Skyrim , compuesta por Jeremy Soule, titulado Himmelsrand. El EP fue lanzado el 16 de agosto de 2013.
En abril de 2014, los hermanos Andreas Völkl (guitarrista) y Sandra Völkl (apellido de casada: Van Eldik) (bajista) anunciaron su retirada del grupo. El 20 de mayo el guitarrista Dom R. Crey ocupó el puesto de Andreas en la banda y días después la banda anunciaba también la incorporación de Carlos García como teclista a la formación.
El 6 de junio de 2014 Equilibrium lanzó su cuarto álbum de estudio, Erdentempel, que contiene la primera canción de la banda en inglés, titulada The Unknown Episode.
El 7 de junio de 2014, justo un día después del lanzamiento de Erdentempel, la banda anunció que ya se hallaba completa de nuevo, puesto que Jen Majura entró como nueva bajista reemplazando a Sandra Van Eldik.
El 2 de noviembre de 2015 la banda anunció a través de Facebook que la bajista Jen Majura había dejado la banda.
El 22 de agosto de 2016, el quinto álbum de la banda, Armageddon, fue lanzado a través de Nuclear Blast.
El 22 de mayo de 2019, la banda anunció su sexto álbum Renegades, que fue lanzado el 23 de agosto de 2019 a través de Nuclear Blast. Este álbum será el primero con el nuevo teclista Skadi Rosehurst y el nuevo bajista y vocalista limpio Skar.

## Miembros

### Miembros actuales
- René Berthiaume − Guitarra líder (2001-presente), Teclado (2003-2005, 2006-presente), Voces (2014-presente), Bajo (2015-2016)
- Tuval "Hati" Refaeli - Batería (2010-presente)
- Dom R. Crey − Guitarra rítmica (2014-presente)
- Fabian Getto - Voces (2023-presente)

### Exmiembros
- Skar - (2019-2024)− Bajo, Voces
- Robert "Robse" Dahn - (2010-2022)− Voces
- Makki Solvalt - (2016-2019)− Bajo
- Jen Majura - (2014-2015)− Bajo
- Andreas Völkl (2001-2014)− Guitarra rítmica
- Sandra Völkl (2001-2014)− Bajo
- Helge Stang (2001-2010)- Voces
- Henning Stein (2001-2003) - Batería
- Julius Koblitzek (2003-2004) - Batería
- Basti Kriegl (2005) - Batería
- Markus Perschke (2005-2006) - Batería
- Manuel DiCamillo (2006-2010)- Batería
- Michael Heidenreich (2001-2002) - Teclados
- Conny Kaiser (2002-2003) - Teclados
- Armin Dörfler (2005-2006) - Teclados

## Álbumes de estudio
- Turis Fratyr (2005)
- Sagas (2008)
- Rekreatur (2010)
- Erdentempel (2014)
- Armageddon (2016)
- Renegades (2019)

## EP
- Waldschrein (2013)

## Sencillos
- Die Affeninsel (2010)
- Karawane (2014)

## Demos
- Demo (2003)

## Videos musicales
- Blut im Auge (2008)
- Der Ewige Sieg (2010)
- Wirtshaus Gaudi (2014)
- Eternal Destination (2016)
- Rise Again (2016)
- Renegades - A Lost Generation (2019)
- Path of Destiny (2019)
- Final Tear (2019)
- One Folk (2020)
- Revolution (2021)
- XX (2021)
- Shelter (2023)
- Cerulean Skies (2023)
- Gnosis (2024)